# 마레 필윤
마레 필윤(아프리칸스어: Marais Viljoen, 1915년 12월 2일 ~ 2007년 1월 4일)은 남아프리카 공화국의 5대 대통령이었다. 피터르 빌럼 보타가 뒤를 이었다.

## 일대기
우체국과 신문사에서 근무하다가 정계에 들어가게 된다. 아파르트헤이트를 지지하던 국민당에서 온건파를 유지하였다. 1978년 대통령 권한대행으로 취임, 그 후 발타자르 요하너스 포스터가 뒤를 이었다가 1979년 제5대 대통령으로 취임하였다. 필윤 이후 대통령이 된 피테르 보타는 의례적 역할만 수행하던 국가대통령제를(당시 남아프리카공화국 의원내각제였음) 대통령 중심제로 바꾸어 강력한 권력을 행사하였다.
2007년 심장마비로 사망하였다.

## 역대 선거 결과
| 선거명      | 직책명                     | 대수 | 정당   | 득표율 | 득표수 | 결과 | 당락 |
| ----------- | -------------------------- | ---- | ------ | ------ | ------ | ---- | ---- |
| 1978년 선거 | 남아프리카 공화국의 대통령 | 5대  | 국민당 | 79.49% | 155표  | 1위  |      |